# Piedmont (Hoa Kỳ)

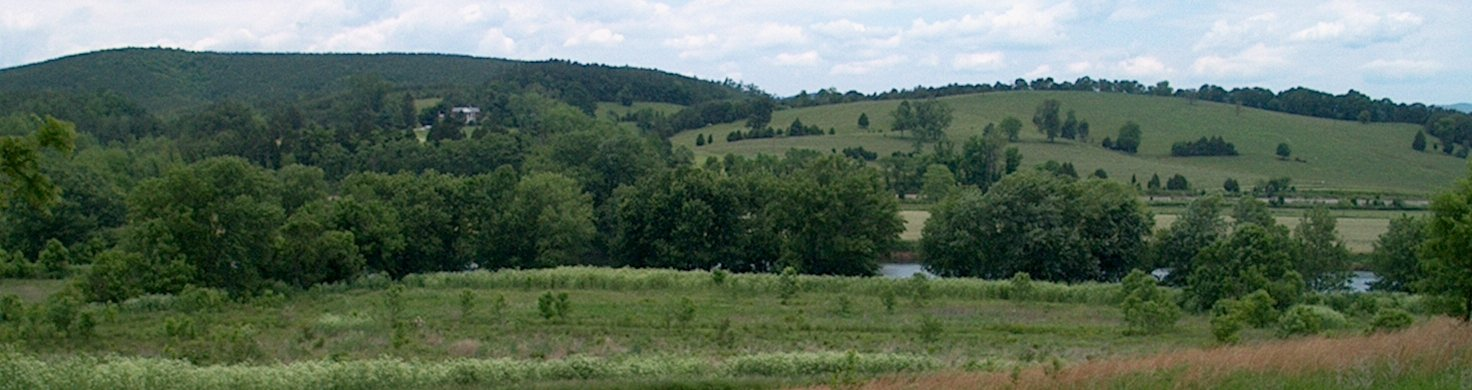
Sông James uốn khúc quanh các ngọn đồi của vùng Piedmont ở trung Virginia. Đa số các ngọn đồi trong vùng Piedmont thì nhỏ hơn những ngọn đồi này.

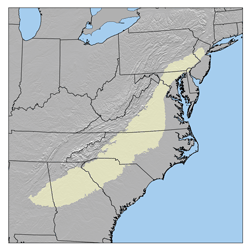
Vùng cao nguyên Piedmont (màu vàng lợt)

Piedmont là một vùng cao nguyên nằm trong phía đông Hoa Kỳ giữa Đồng bằng duyên hải Đại Tây Dương và các núi chính trong Dãy núi Appalachian, kéo dài từ New Jersey ở phía bắc đến trung Alabama ở phía nam. Xứ Piedmont là một khu vực địa văn học của phân vùng Appalachian lớn hơn. Xứ này gồm có hai phần là Piedmont Upland và Piedmont Lowlands. Vành đai nước rơi xuống tạo nên ranh giới phía đông của nó với Đồng bằng duyên hải Đại Tây Dương. Về phía tây, Piedmont gần như bị giới hạn bởi Dãy núi Blue Ridge là rặng núi cận đông nhất của Dãy núi Appalachian. Về địa văn học, Piedmont được xem là một xứ của phân vùng địa văn học Thượng Appalachian lớn hơn. Bề rộng của Piedmont thay đổi, khá hẹp trên sông Delaware nhưng rộng gần 300 dặm (475 km) tại Bắc Carolina. Diện tích của Piedmont là khoảng 80.000 dặm vuông Anh (207.000 km²).
Cái tên "Piedmont" có nghĩa là đồi (mont) nằm dưới chân (pied) núi trong tiếng Pháp và vùng này được đặt tên theo tên vùng Piemonte của Ý.

## Địa chất
Địa hình của Piedmont có đặt tính là những ngọn đồi nhấp nhô tương đối thấp với độ cao trên mặt nước biển khoảng từ 200 ft (50 mét) và 800 ft đến 1.000 ft (250 mét đến 300 mét). Địa chất thì phức tạp với vô số hình thể đá có chất liệu khác nhau và niên đại lẫn lộn với nhau. Về bản chất, Piedmont là vết tích của một số rặng núi cổ đại bị xâm thực. Các nhà địa chất học đã nhận ra ít nhất 5 sự kiện riêng lẻ dẫn đến sự hình thành lớp trầm tích, bao gồm sự kiện hình thành núi Grenville (sự va chạm của các lục địa mà tạo thành siêu lục địa Rodinia) và sự kiện hình thành núi Appalachian trong suốt thời kỳ hình thành Pangaea. Sự kiện chính cuối cùng trong lịch sử Piedmont là sự đứt gãy Pangaea khi Bắc Mỹ và châu Phi bắt đầu tách rời nhau. Các vùng lòng chảo lớn được hình thành từ các vết nứt gãy và sau đó được phủ đầy trầm tích tụ lại từ các mặt đất cao hơn xung quanh. Gần như các lòng chảo Mesozoic nằm hoàn toàn trong vùng Piedmont.

## Đất và canh tác
Đất của Piedmont nói chung là đất sét và tương đối màu mở. Tại một số vùng, đất bị thiệt hại vì xâm thực và canh tác quá mức, đặc biệt là ở miền nam nơi bông vải là nông sản chính. Tại vùng miền trung của Piedmont thuộc Bắc Carolina và Virginia, thuốc lá là nông sản chính trong khi ở miền bắc có nhiều loại nông sản khác nhau gồm có vườn cây ăn trái, sản phẩm sữa, và các loại nông sản thông thường.

## Âm nhạc
Vùng Piedmont có liên quan gần gũi với loại nhạc blues Piedmont là một loại nhạc blues bắt nguồn tại đó trong cuối thế kỷ 19. Đa số các nhạc sĩ blues Piedmont đến từ tiểu bang Virginia, Nam và Bắc Carolina, và Georgia. Trong suốt thời kỳ đại di dân, người Mỹ gốc châu Phi đã di dân đến vùng Piedmont. Vì Dãy núi Appalachian nằm về phía tây cho nên những ai có thể đến sống ở các vùng nông thôn thì có thể làm vậy bằng không thì ở lại các thành phố và như thế họ tiếp xúc với âm nhạc hỗn tạp hơn so với những người, ví dụ, sống ở lưu vực nông thôn Mississippi. Thế cho nên nhạc blues Piedmont blues bị ảnh hưởng bởi nhiều thể loại nhạc như nhạc ragtime, nhạc đồng quê, và nhạc phổ thông—các thể loại này tương đối có rất ít ảnh hưởng nhạc blues tại các vùng khác.

## Các thành phố
Nhiều thành phố chính nằm theo vành đai nước rơi xuống (fall line), đó là ranh giới phía đông của vùng Piedmont. Bên trong chính vùng Piedmont có một vài vùng đô thị tập trung. Ví dụ như vùng Piedmont Crescent ở Bắc Carolina có các vùng đô thị như Metrolina (Charlotte), Piedmont Triad, và The Triangle. Một thành phố chính khác của vùng Piedmont là Atlanta, Georgia.